# 尤利娅·利卡拉
尤利娅·利卡拉（芬蘭語：Julia Liikala，2001年3月20日—），芬兰女子冰球运动员。她曾代表芬兰参加2022年冬季奥林匹克运动会冰球比赛，获得一枚铜牌。她也曾获2021年世界女子冰球锦标赛季军。